# Hipnose (canção de Manu Gavassi)
"Hipnose" é uma canção da cantora brasileira Manu Gavassi, que faz parte do repertório de seu terceiro álbum de estúdio, “Manu”, lançado pela Universal Music, que conta com 12 faixas de composições autorais.

## Vídeo Musical
No videoclipe, Manu aparece seduzindo dois homens. Manu também contracena com uma cobra – um macho, chamado Toddy. Para a cantora, isso não foi um problema. “Não tenho medo de cobra, então contracenar com ele foi super tranquilo. Fiquei até dando carinho no Toddy depois das gravações”, afirma a cantora.

## Acusação de plágio
Gavassi foi acusada de plágio pelo diretor de clipes Titanic Sinclair, que acusou a cantora em uma publicação no seu Twitter de ter plagiado o videoclipe da canção "Hypnotic" da cantora norte-americana Zella Day, dirigido por seu amigo, Gianennio Salucci. No entanto, Manu negou o plágio e disse ter se inspirado em "Hypnotic", da mesma forma como diversos outros artistas também fazem e colocou na descrição do seu videoclipe, "Inspirado em "Hypnotic", da Zella Day, por Gianennio Salucci".

## Desempenho
Atualmente a música possui 7 milhões de visualizações no YouTube e 5 milhões de streams no Spotify.